# Liberdade 21 (1.ª temporada)
A primeira temporada do drama judicial Liberdade 21, composta por 16 episódios, foi transmitida nos sábados da RTP1 entre 18 de outubro de 2008 e 4 de abril de 2009. Esta foi produzida pela SP Televisão, bem como pela RTP, tendo como criador o argumentista Pedro Lopes.
A série decorre na Vasconcelos, Brito e Associados, uma das grandes sociedades de advogados da capital, fundada há mais de vinte anos e que com o tempo foi ganhando prestígio, tendo na atualidade quase uma centena de advogados ao serviço. Todos os casos apresentados ao longo dos episódios são baseados em casos verídicos que sociedades de advogados resolveram e, tiveram a cortesia de disponibilizar para a RTP.

## Elenco e Personagens
- Raúl Vasconcelos por António Capelo
- Helena Brito por Ana Nave
- Afonso Ferraz por Ivo Canelas
- Sofia Martins por Rita Lello
- Pedro Pimentel por Albano Jerónimo
- Francisco Lemos por Rúben Gomes
- Júlia Paixão por Cleia Almeida

- Paulo Ruas por António Cordeiro (14 episódios)
- Isabel Ferraz por Mariana Norton (12 episódios)
- Vera Tavares por Inês Castel-Branco (11 episódios)
- Duarte Ferraz por João Arrais (10 episódios)

## Episódios
| Ep.# | Título      | Argumento       | Realização      | Transmissão Original    | Espectadores |
| --- | ----------- | --------------- | --------------- | ----------------------- | ------------ |
| PRIMEIRA SÉRIE (produção de vinte e seis episódios no primeiro semestre de 2008) |             |                 |                 |                         |              |
| |             |                 |                 |                         |              |
| 1.01 | Episódio 01 | Pedro Lopes     | Sérgio Graciano | 18 de outubro de 2008   | 595 917      |
| Na Vasconcelos, Brito e Associados o dia começa com a habitual reunião de sócios, onde se discutem não só os casos jurídicos como a vida pessoal dos advogados. Raul, como sempre, incendeia o ambiente ao mostrar-se descontente com a ascensão de Pedro Pimentel a sócio do escritório, sentindo o seu lugar de principal sedutor ameaçado. E tem razão para se sentir assim…o jovem Pedro faz mais uma tentativa para seduzir Sofia. A advogada aceita representar “Carla”, um homem que se submeteu a uma operação de mudança de sexo, e que quer alterar o assento de nascimento. Pedro é chamado de urgência ao aeroporto de Lisboa, onde o primo e a mulher foram proibidos de embarcar por ordem judicial. Afonso, ao dar apoio jurídico a uma mulher que quer interpor um recurso por ter perdido na primeira instância, um processo contra o marido que a havia sequestrado e que o juiz mandou em liberdade por considerar que ela tinha faltado aos seus deveres conjugais, vai acabar por se ver envolvido numa espiral de violência que culmina numa tentativa de homicídio. Beatriz vai passar por momentos difíceis: é ameaçada pelo ainda marido Francisco e o novo namorado é atingido por um tiro. |             |                 |                 |                         |              |
| |             |                 |                 |                         |              |
| 1.02 | Episódio 02 | Pedro Lopes     | Sérgio Graciano | 25 de outubro de 2008   | 766 179 (‡)  |
| Antes da habitual reunião dos advogados da Vasconcelos, Brito e Associados, em que não falta mais um despique com Helena, sócia e antiga conquista, Raul mostra uma vez mais que está disposto a tudo para ganhar. Convence Jorge, pressionado por um grupo de ambientalistas que entrepuseram uma providência cautelar contra a construção de um campo de golfe, a suborná-los, encomendando à empresa de um deles, o estudo de impacto ambiental do projeto. Raul, ardiloso, entrega a Francisco a tarefa de conversar com os ambientalistas, e convence Pedro a ficar com o caso que o estagiário tinha em mãos, vincando bem o seu grau de dificuldade e importância. Pura ilusão. Trata-se de uma simples disputa entre vizinhas que vai terminar num Julgado de Paz com uma lavagem de roupa suja, por causa de roupa mal estendida. Sofia Barreto que suspira por Afonso com quem namorou na faculdade e é desejada por Pedro, recebe a visita de uma mulher, vítima de violência doméstica, que se quer divorciar, embora sem coragem de enfrentar o marido, a que se junta o medo de perder a custódia dos filhos, na regulação do poder paternal. O escritório entra em grande alvoroço com a invasão do marido, que procura em fúria a família ali escondida. Um conflito de interesses está iminente quando Afonso aceita defender uma empregada que Jorge despediu acusando-a de ter roubado as joias da sua jovem mulher, que por sinal é, de entre outros, amante de… Raul. |             |                 |                 |                         |              |
| |             |                 |                 |                         |              |
| 1.03 | Episódio 03 | João Nunes      | Sérgio Graciano | 8 de novembro de 2008   | 643 212      |
| O dia no escritório amanhece cinzento. Sofia Barreto chega atrasada à reunião matinal da Vasconcelos, Brito e Associados e confronta-se com o cinismo de Pedro Pimentel, a repreensão de Helena e o sarcasmo de Raul. Durante um exercício de simulacro de incêndio, Sofia perde uma carta importante de um cliente que Pedro apanha mas não devolve imediatamente à colega, acabando por fazê-lo mais tarde, na tentativa de recolher os louros por ter encontrado o documento. Sofia recebe um jovem casal que vai representar num caso de negligência médica, depois do bebé que a mulher esperava ter morrido em consequência do parto. Neste processo vai contar com a ajuda de Afonso e do investigador Paulo Ruas que resgata em Espanha uma testemunha fundamental com quem já ninguém contava. Disposta a conquistar Afonso, Júlia oferece-lhe bilhetes para ele assistir com o filho a uma peça infantil, contando acompanhá-los mas, a tática de sedução, não tem o efeito pretendido. Pedro empurra para Francisco o caso de uma mulher que ficou paraplégica num acidente de automóvel e que agora, em pleno processo de divórcio, luta contra o marido que a ameaça com a venda do carro adaptado com que ela vai trabalhar. Vale a atenção de Raul quando o estagiário quase deita tudo a perder ao cometer um erro processual. Raul Vasconcelos vai ter pela frente um novo desafio ao defender uma cliente abastada que contesta a herança do avô. Um quadro que antes era considerado um mamarracho, adquire afinal um valor que motiva muita cobiça. |             |                 |                 |                         |              |
| |             |                 |                 |                         |              |
| 1.04 | Episódio 04 | Tiago R. Santos | Sérgio Graciano | 22 de novembro de 2008  | 510 786      |
| Pouco a pouco o escritório começa ganhar vida e Raul Vasconcelos dá o exemplo, como um dos primeiros a chegar. Toma café e é abordado por Pedro Pimentel que tenta fazer conversa a propósito do jogo do Sporting, da noite anterior. Raul reage mal à tentativa de aproximação do seu jovem sócio. No entanto, mostra-se mais cortês com Afonso, percebendo que este ainda lida dificilmente com a condição de divorciado. E acabam os dois a falar de futebol. Sofia é chamada a representar um cliente cuja ex-mulher exige uma pensão de alimentos, alegando não possuir rendimentos que permitam sustentar-se a si e à filha. No entanto, os números da sua conta bancária, comprometem o plano para enganar o marido. Afonso Ferraz vai deparar-se com um caso de pornografia de menores, quando uma mãe solteira desesperada lhe entrega uma cassete que encontrou ao revistar o quarto do filho de catorze anos, depois de alertada para o mau comportamento escolar do miúdo. As imagens são suficientes para colocar dois arguidos em prisão preventiva mas vai ser preciso algo mais para o advogado obter uma condenação. Condenado a ouvir das boas está Raul, depois de Helena Brito descobrir que ele gastou quatro mil euros em almoços e jantares com clientes. Pedro, sempre a lamentar-se que não tem casos importantes, recebe um homem que se queixa de ter sido mordido por um cão e, por isso, quer processar a dona do animal. Só que, debaixo da ligadura que cobre a sua mão, não existe qualquer ferida, e tudo não passa de uma maneira de chamar a atenção da dona do animal, que sempre o ignorou. |             |                 |                 |                         |              |
| |             |                 |                 |                         |              |
| 1.05 | Episódio 05 | Nuno Duarte     | Sérgio Graciano | 29 de novembro de 2008  | 444 573      |
| O dia começa em clima de verdadeira euforia no escritório de advogados. Fazem-se as contas ao desempenho do último ano e Helena regozija-se pelos resultados alcançados. Aumentaram as vitórias em tribunal e também os lucros. Aumentou também o interesse espanhol em adquirir a Vasconcelos, Brito e Associados. Helena está recetiva a propostas mas Raul, principal acionista , nem quer ouvir falar do assunto. Terminada a reunião, antes de meter mãos ao trabalho, Afonso tem mais uma prova de fogo no relacionamento com o filho que quer assistir a um espetáculo de Wrestling. Afonso tenta demovê-lo provocando nova briga que, mais uma vez, só termina quando o pai cede à vontade da criança. Pela frente o advogado tem a dura tarefa de representar um homem marcado por um passado de toxicodependência e por uma sucessão de tragédias. A mulher faleceu e, pouco tempo depois, a filha mais velha morreu num acidente de automóvel. O Ministério Público avançou com a acusação de homicídio por negligência, colocando igualmente em causa a capacidade do pai para cuidar dos outros dois filhos. Sofia Barreto consegue concluir com êxito um processo de adoção , mas a maior dificuldade deste caso ainda está para vir porque os pais adotivos , contra o que está previsto na lei, querem alterar o nome da menina que adotaram . Pedro Pimentel é o anjo de serviço ao defender uma noviça num caso de utilização abusiva de um cartão de crédito. A irmã tem “às costas” uma alegada dívida de quatro mil euros, gastos por conta… numa sex-shop. |             |                 |                 |                         |              |
| |             |                 |                 |                         |              |
| 1.06 | Episódio 06 | Susana Romana   | Sérgio Graciano | 6 de dezembro de 2008   | 539 163      |
| A habitual reunião em que se distribuem os processos pelos advogados do escritório é interrompida pela entrada de Vera Tavares. A nova estagiária é criticada por Helena por ter chegado atrasada, mas rapidamente se percebe que o culpado desse atraso é Raul, por ter transformado a jovem em moça de recados, logo pela manhã. A coragem de Sofia vai de novo ser posta à prova ao defender uma rapariga que abandonou a filha logo depois do parto e que agora é acusada da morte da recém-nascida. O tribunal, em primeira instância condenou-a, com uma pesada pena de prisão mas, o recurso interposto pela advogada, vai atenuar o sofrimento da jovem. Afonso Ferraz vai devolver a esperança a uma mulher desesperada pelas dificuldades de sustentar dois filhos cujo pai recusa pagar a pensão decretada pelo tribunal. A situação piora com a iminente perda do Fundo de Garantia de Alimentos. Pedro Pimentel, sempre ávido de processos importantes, descarta-se da representação pró bono de uma associação beneficente, mas não arranja melhor. É procurado pela sua antiga ama, que pretende receber a herança por morte do ex-marido. Pedro entrega o caso a Vera que terá agora de recolher elementos para provar que o casal viveu em união de facto. Enquanto isso, Pedro anda mais ocupado em seguir Helena que tem estado a negociar com os espanhóis a venda da sociedade. Pedro descobre o segredo, jura manter-se calado, só que na primeira oportunidade corre a avisar Raul, tentando tirar vantagem desse suposto favor. Acaba por ter uma surpresa: Raul já sabia de tudo. Afonso continua sem ter descanso com o filho Duarte. Desta vez o miúdo rouba um colar à mãe e vai apaixonado oferecê-lo a Júlia, a secretária do escritório. Descoberto o logro, Afonso devolve o colar à ex-mulher e mais uma vez prova o azedume de Isabel. |             |                 |                 |                         |              |
| |             |                 |                 |                         |              |
| 1.07 | Episódio 07 | Pedro Lopes     | Sérgio Graciano | 20 de dezembro de 2008  | 756 720      |
| O escritório de advogados mais famoso do país vai comemorar 20 anos de vida e Helena interrompe as tacadas de golfe de Raul para lhe impor a organização da festa. Claro está que, mais uma vez, o sócio maioritário não se quer maçar e transfere a tarefa para Francisco. O estagiário toca guitarra e, por isso, Raul aconselha-o a ir ensaiando para ser uma das atrações da festa. Afonso Ferraz está ansioso porque, depois do divórcio, vai bater-se pela primeira vez contra a ex mulher em tribunal. O advogado defende um homem com um cadastro “generoso”, acusado de fogo posto à casa do pai de uma antiga namorada. Os danos foram grandes, incluindo vários quadros que se perderam e que afinal vão permitir esclarecer o caso. É que afinal as obras de arte tinham irmãs gémeas… Helena Brito vai tentar provar um homicídio com dolo, representando uma mulher cujo filho morreu num acidente de mota, provocado pelo amigo, também menor que conduzia sem carta e sob o efeito de álcool e drogas. Sofia Martins tem em mãos um caso de paternidade não reconhecida. Um jovem, que se reaproximou do pai, após o falecimento da mãe e assumiu a sua homossexualidade, dificultando ainda mais o relacionamento com o progenitor, que assim recusa perfilhá-lo. Sofia tem mais dificuldades pela frente, pois o processo ganha grande mediatismo e agitação com a intervenção da Rosa Choque, uma associação pró-gays. Uma popularidade rejeitada pela advogada mas muito do agrado de Vera, sempre pronta para enfrentar as objetivas dos fotógrafos e câmaras de televisão. |             |                 |                 |                         |              |
| |             |                 |                 |                         |              |
| 1.08 | Episódio 08 | Nuno Duarte     | Sérgio Graciano | 10 de janeiro de 2009   | 444 573      |
| No escritório da Vasconcelos, Brito e Associados está suspensa a reunião semanal, porque Helena recusa prosseguir os trabalhos, enquanto Raul não apagar o charuto. A custo, o advogado faz-lhe a vontade, mas responde-lhe na mesma moeda, criticando o hábito que a sócia tem de andar sempre com o termo do chá atrás. Deste impasse beneficia Francisco que, só notado por Júlia, chega uma vez mais atrasado por causa de problemas na mota. A sorte vai durar pouco. Numa espécie de “guerra dos sexos” para elaborar o relatório anual da sociedade, Helena escolhe Vera, enquanto Raul deposita em Francisco as esperanças de uma vitória masculina. Afonso Ferraz representa uma viúva cujo marido morreu na sequência de uma rixa ocorrida na via pública. O alegado assassino, era concorrente do falecido no negócio dos jornais, não calando o ódio que por ele sentia. Afonso terá de provar que houve homicídio premeditado. Pedro Pimentel nem aos amigos poupa os honorários. É o caso de um arquiteto que o procura, a contas com um vizinho de maus “fígados”, apostado em desfigurar a fachada de um edifício com a construção de marquises ilegais. E se uma providência cautelar não resolve tudo, já a folha de serviço do prevaricador pode ajudar. Sofia Martins, recebe uma senhora acompanhada pelo pai que por morte da mãe, reclama parte de uma herança. Só que o testamento cerrado desapareceu e o meio-irmão nascido de uma segunda relação, não pretende abdicar dos bens em causa. |             |                 |                 |                         |              |
| |             |                 |                 |                         |              |
| 1.09 | Episódio 09 | Pedro Lopes     | Sérgio Graciano | 17 de janeiro de 2009   | 539 163      |
| A reunião semanal no escritório de advogados fica marcada, uma vez mais, pela agitação provocada por Raul Vasconcelos que deixa à beira de um ataque de nervos a outra sócia maioritária, Helena Brito. Chega atrasado como se nada fosse, rouba a cadeira ocupada por Vera e com saudades da barra do tribunal, “rouba” também um caso de homicídio violento a Pedro Pimentel. Raul vai representar uma mulher cujo marido é assassinado na via publica por uma outra tendo para isso de provar em tribunal qual foi a motivação do crime. Sofia Martins, cada vez mais apaixonada por Afonso Ferraz, vê ruir os sonhos de amor quando o colega faz crer que ainda tem hipóteses de reatar com a ex mulher. Talvez por isso, vive uma noite romântica com Pedro. Entre estes momentos, vai ter em mãos um processo de partilhas de uma herança, em que um de quatro irmãos, pretende ficar com a casa onde a mãe sempre viveu, embora em união de facto, com o pai. O homem parece irredutível e desprovido de sentimentos… mas vai surpreender. Aos estagiários está reservado o processo mais bizarro. Francisco e Vera, cada vez mais próximos e carinhosos, patrocinam um padre e o presidente da Junta que reclamam a reabertura de um caminho de acesso à igreja, fechado por um vizinho que é judeu. |             |                 |                 |                         |              |
| |             |                 |                 |                         |              |
| 1.10 | Episódio 10 | Pedro Lopes     | Sérgio Graciano | 31 de janeiro de 2009   | 501 327      |
| O dia começa penoso para Francisco. O estagiário de direito entra cheio de olheiras no escritório da Vasconcelos, Brito e associados e desabafa com Júlia, a secretária, que os concertos de guitarra nas noites de fim de semana , às vezes cansam. Pedro Pimentel chega entretanto, ouve a parte final da conversa e diz a Francisco que assim, dificilmente fará carreira na advocacia. Depois do almoço, centrado no tema de uma alimentação saudável, Helena Brito recebe Ângela e Marco, acompanhados pelo filho Rafael, uma criança asmática. O casal lidera um movimento popular contra a instalação de uma gasolineira no centro da sua pequena freguesia argumentando que a localização prevista vai prejudicar a saúde das pessoas. O casal gere uma creche que ficará a escassos cinquenta metros da bomba de gasolina. Helena pede a ajuda de Pedro no processo, mas este tenta esquivar-se por pensar que se trata de um trabalho de menor importância. Muda rapidamente de opinião, quando percebe tratar-se de um caso muito mediatizado. Em especial quando a televisão noticia que os populares entraram nas instalações da bomba que está a ser erguida, danificando as máquinas da obra da gasolineira. A empresa de combustíveis contra-ataca e processa os habitantes da freguesia que cometeram o desacato. Helena fica perplexa com o desenrolar dos acontecimentos, ainda mais quando a imprensa divulga, já com o julgamento a decorrer, que Ângela e Marco consideraram eles próprios, em tempos, vender a uma outra gasolineira a creche de que são proprietários. A população revolta-se contra os seus representantes, raptando-lhes o filho. Raul é procurado por um amigo que foi processado por uma associação de defesa dos animais. |             |                 |                 |                         |              |
| |             |                 |                 |                         |              |
| 1.11 | Episódio 11 | Tiago R. Santos | Sérgio Graciano | 7 de fevereiro de 2009  | 662 130      |
| Uma mulher de nome Magda chega à Vasconcelos, Brito e Associados e pede a Júlia para falar com Pedro Pimentel ou Sofia Martins. A rececionista responde que nenhum deles chegou. Magda dispõe-se a esperar. Entretanto, Júlia conversa com Raul, quando chega Sofia e é insultada por Magda que a acusa de andar a dormir com Pedro, seu namorado. Raul impõe a sua autoridade pondo fim à cena, perante uma Sofia impotente e envergonhada. O caso é alvo de comentário por todo o escritório. Pedro não se furta a responsabilidades e, no primeiro momento a sós com Sofia, beija-a, tentando uma relação mais sólida. Enquanto isso, Afonso Ferraz representa um casal que pretende adotar definitivamente um menino cuja mãe brasileira prescindiu da sua custódia, entregando-o a Marcus, um holandês casado com uma portuguesa, Jacinta. O obstáculo para este casal está na súbita vontade do pai biológico de Ricardo em ficar com ele. Afonso passa por dificuldades em julgamento, mas com a ajuda das investigações de Paulo e a descoberta de uma certidão do registo civil, consegue equilibrar a demanda. Magda regressa ao escritório mas desta vez para pedir desculpas a Sofia e também para dizer que terminou tudo com Pedro. Sofia que pensava ter sido ele a ter a iniciativa de romper com Magda, percebe que nunca poderá ter uma relação com o atual colega. Acabam ambos por concordar com essa ideia. Afonso tem o filho Duarte a seu cargo por duas semanas porque a ex-mulher esta mais ocupada com o trabalho. Afonso, ciumento, acredita tratar-se de uma viagem romântica com Lourenço, advogado rival, sócio maioritário do escritório onde Isabel exerce advocacia. Pedro Pimentel, por seu lado, defende os interesses de uma empresa que pretende laborar no terreno que em tempos foi uma pedreira, agora desativada . |             |                 |                 |                         |              |
| |             |                 |                 |                         |              |
| 1.12 | Episódio 12 | Nuno Duarte     | Sérgio Graciano | 14 de fevereiro de 2009 | 614 835      |
| Os excessos de Raul Vasconcelos com a comida, a bebida e o fumo refletem-se na saúde. Quando Helena volta a questioná-lo sobre gastos excessivos em nome da Vasconcelos, Brito e Associados, Raul volta a fugir à questão, minando a autoridade da de Helena. No entanto, perante a insistência desta em apurar responsabilidades, acaba por ter uma crise vascular, causando apreensão no escritório de advogados. Helena atribui a Pedro Pimentel o caso de uma seguradora que recusa assumir a responsabilidade de um acidente de automóvel. Um conhecido jogador de futebol, Mário, despistou-se ao fazer uma ultrapassagem em excesso de velocidade de que resultaram ferimentos graves numa acompanhante, Silvana, que contratara para essa noite. A mulher reclama uma indemnização e Pedro vai ter que usar todas as armas ao seu alcance para provar que apesar da negligência do condutor, não cabe à companhia de seguros assumir os custos dos danos pessoais que essa antiga modelo sofreu. Só não conta com o prejuízo que vai provocar numa pessoa a quem a vida foi pouco generosa. Afonso Ferraz acede finalmente a tomar um copo com Júlia, a eficaz secretária, que por ele se apaixonou, depois de ele próprio ter mais um encontro desagradável com Isabel, a ex-mulher que pensava reconquistar. Pelo meio, Afonso vai representar um homem, Abel, acusado de desrespeito à autoridade, quando se recusou a soprar no balão, durante uma operação Stop efetuada pela polícia. Como advogado de sucesso que é, Afonso tem êxito absoluto no seu caso, mas vai ficar com peso na consciência porque, afinal, defendeu um culpado. |             |                 |                 |                         |              |
| |             |                 |                 |                         |              |
| 1.13 | Episódio 13 | Pedro Lopes     | Sérgio Graciano | 21 de fevereiro de 2009 | 472 950      |
| O dia começa penoso para Francisco. O estagiário de direito entra cheio de olheiras no escritório da Vasconcelos, Brito e associados e desabafa com Júlia, a secretária, que os concertos de guitarra nas noites de fim de semana , às vezes cansam. Pedro Pimentel chega entretanto, ouve a parte final da conversa e diz a Francisco que assim, dificilmente fará carreira na advocacia. Depois do almoço, centrado no tema de uma alimentação saudável, Helena Brito recebe Ângela e Marco, acompanhados pelo filho Rafael, uma criança asmática. O casal lidera um movimento popular contra a instalação de uma gasolineira no centro da sua pequena freguesia argumentando que a localização prevista vai prejudicar a saúde das pessoas. O casal gere uma creche que ficará a escassos cinquenta metros da bomba de gasolina. Helena pede a ajuda de Pedro no processo, mas este tenta esquivar-se por pensar que se trata de um trabalho de menor importância. Muda rapidamente de opinião, quando percebe tratar-se de um caso muito mediatizado. Em especial quando a televisão noticia que os populares entraram nas instalações da bomba que está a ser erguida, danificando as máquinas da obra da gasolineira. A empresa de combustíveis contra-ataca e processa os habitantes da freguesia que cometeram o desacato. Helena fica perplexa com o desenrolar dos acontecimentos, ainda mais quando a imprensa divulga, já com o julgamento a decorrer, que Ângela e Marco consideraram eles próprios, em tempos, vender a uma outra gasolineira a creche de que são proprietários. A população revolta-se contra os seus representantes, raptando-lhes o filho. A saúde de Raul continua a ressentir-se dos seus excessos e volta a cair no escritório, sentindo tonturas e, queixando-se de ver tudo enevoado, denotando problemas cardíacos. Ao fazer exames, descobre que sofre de diabetes. |             |                 |                 |                         |              |
| |             |                 |                 |                         |              |
| 1.14 | Episódio 14 | Pedro Lopes     | Sérgio Graciano | 21 de março de 2009     | 312 147 (†)  |
| Na reunião de sócios, discute-se os gastos causados por eventos extra-laborais. Como sempre, Raúl não está no climax da reunião, estando mais atento a um homem que se encontra a lavar a janela do lado de fora. Com isto, desestabliza toda a reunião, acabando-se por não se decidir nada. Francisco entra na sala de convívio com Vera, seguidos de Afonso e Pedro. Vera manda uma piada a Pedro que, não fica nada satisfeito, repreendendo Vera. Helena defende Luís, um gestor que se vê com a vida arruinada depois de se ter envolvido com uma mulher casada, pois recebe ameaças e, sofre pequenas vinganças do marido, Roberto Gomes, um empresário da área da noite e restauração, bastante corrupto e perigoso que, ao saber que estava a ser processado, ameaça Helena, indo ter com ela ao parque de estacionamento do edifício da sociedade. Helena pede a Paulo que siga Roberto e, é informada de todos os negócios escuros que tem por trás. Afonso defende Albertina, uma idosa que assinara um acordo no passado com uma amiga, entretanto já falecida e, os seus descendentes recusam-se a prosseguir com esse acordo. O advogado da outra parte faz chantagem a Afonso e Albertina, pois sabe de algo que pode compremeter sériamente Albertina, o facto dela possuir em casa uma pequena plantação de marijuana e cannabis. Albertina não liga, alegando que tem solução para o caso e, o caso é resolvido, deixando Albertina no testamento que serão os descendentes da amiga que lhe pagarão o funeral. O julgamento de Roberto não corre como esperado. Roberto consegue um bom advogado, bastante pressuasivo que, truncando um pouco os factos, consegue ganhar. Luís entra em profundo desespero, embora Helena lhe diga que irão intrepor recurso à sentença. Porém, tudo está perdido e, em pleno corredor do tribunal, Luís pega numa arma que tinha escondida e, mata Roberto, suicidando-se de seguida. O advogado de Roberto agarra Helena e tapa-lhe a vista, mas esta acaba por ter um colapso. No after-hours no bar, todos estão preocupados pois ninguém sabe como e onde Helena está, nem nos hospitais. Raúl sofre com a situação, saíndo do bar, disposto a procurar Helena em todo o lado, começando pelo escritório. Dá de caras com Helena encostada à parede do bar. Os dois esquecem as suas desavenças, indo dar um passeio e, demonstram sentir um grande afeto um pelo outro.                                                              |             |                 |                 |                         |              |
| |             |                 |                 |                         |              |
| 1.15 | Episódio 15 | Nuno Duarte     | Sérgio Graciano | 28 de março de 2009     | 397 278      |
| Ainda não conformado com o facto de sofrer de diabetes, Raúl entra na sala de convívio para tomar um comprimido. Dá de caras com Francisco, que esconde um ramo de flores atrás das costas que, seria para Vera. No entanto Raúl percebe e, manda algumas piadas jucosas, alegando a fraca qualidade das flores. Quando Vera entra na sala, Francisco sente-se envergonhado deita o ramo no lixo. Vera percebe, gozando também com Francisco sobre as flores. Helena passa um trabalho de relatório a Vera e Francisco, porém Vera percebe o esquema e, apodera-se ela do trabalho sem que Francisco desse conta. Afonso irá defender Renato, um bancário viúvo que, vive com a filha, pequena, contra os sogros, os avós maternos da criança, pelo contrário bastante ricos, que, alegam que o pai tem pouco tempo e dinheiro para conseguir educar a jovem. Mais, descobre que será Isabel, a sua ex-mulher, a advogada dos sogros de Renato. Pedro defende um arguido num processo de difamação, Juvenal Costa, licenciado em medicina, mas diretor dum jornal e cronista que, escrevera algo sobre um velho amigo, agora inimigo devido a um amor que ambos partilharam na juventude. Helena recebe o trabalho feito por Vera e, culpa Francisco por não ter feito nada. Francisco é apanhado no meio do esquema e, Vera rí-se na cara dele, dizendo para que perdesse as esperanças, pois nunca teriam nada um com o outro. Júlia passa a noite com Afonso e, Pedro nota que ela se dirige vezes demais para o gabinete de Afonso e, decide pedir-lhe um trabalho quando ela estava em flagrante. Ao mandar uma piada provocante a Afonso, Júlia sai atrapalhada do gabinete e, Afonso perde o controlo de sí e, empurra Pedro para fora do seu gabinete. São vistos pelos outros sócios e, por Raúl, que lhes dá uma descompostura no seu gabinete. O julgamento do caso de Afonso decorre com normalidade, ganhando este, pois embora Renato seja um homem que viva com dificuldade, demonstra amor verdadeiro pela filha, ao contrário dos avós, que lhe davam tudo apenas para que se desligasse do pai. Pedro ganha também o caso, pois prova que o artigo não era mais que uma forma de angariação de votos, quando os dois se encontravam em luta eleitoral, algo perfeitamente legal sem qualquer ato criminal. No encontro do bar, Vera joga snooker com outro rapaz, parecendo os dois muito amigos, algo que cria ciúmes em Francisco.                                          |             |                 |                 |                         |              |
| |             |                 |                 |                         |              |
| 1.16 | Episódio 16 | Pedro Lopes     | Sérgio Graciano | 4 de abril de 2009      | 425 655      |
| Francisco chega ao escritório com um olho pisado. Raúl entra com ele e questiona-o sobre esse facto. Francisco mente, dizendo que se aleijara com um taco de golf. Raúl fica radiante, pois pensa que o influenciou a entrar nos hábitos dele, pois Raúl é um ávido jogador de golf. Logo combinam jogar uma partida. A habitual reunião de sócios decorre normalmente onde, Helenda diz a Afonso para descansar, pois as recordações da ex-mulher têm-no afetado imenso, também a nível profissional. À saída, Helena repara no olho de Francisco e, repreende-o, pois alega que um advogado deve andar de maneira cuidada, algo que lhe dá credibilidade. Sofia defende Isabella, uma secretária de uma embaixada que fora despedida por engravidar. O caso é complicado, pois joga com as leis de ambos os países e, um confronto em tribunal poderia causar um conflito diplomático. Sofia tenta falar com os advogados da embaixada, mas estes mostram-se duros e arrogantes, não estando dispostos a ceder. Porém, após alguma tensão, chega-se ao acordo do pagamento duma indeminização à funcionária, na condição de que o caso seja oculto a qualquer meio de comunicação social. Vera anda diferente, olhando Francisco de lado, chegando a ser bastante mal educada para com ele, pois Francisco sente por Vera aquilo que ela não sente por ele. Um flashback mostra Vera na rua a dar um soco a Francisco, o que lhe danificou o olho. Francisco vinga-se, escondendo um relatório importante para a sociedade e, encarregue a Vera e, caso não aparaça, pode causar-lhe a reprovação no estágio. Vera desconfia, ameaçando-o novamente, pois Helena já a tinha ameaçado de tal reprovação. Pedro defende um caso que era de Afonso, Francisca, uma mulher pobre dum bairro social que, fizera ameças de dano corporal a uma vizinha, Lurdes, por esta andar a mentir sobre ela e, em tempos passados se ter casado com o homem que Francisca amava. O julgamento decorre com alguma tensão entre a arguída e a assistente, acabando por ganhar Pedro, alegando que essas "ameaças" são comuns nesse tipo de bairros e, nada mais se tratava dum ato meramente curriqueiro, de alguém de pouca educação, daí a sua cliente ter sido absolvida. Entretanto Francisco decide desculpar Vera, devolvendo-lhe o relatório, deixando-o na mesa da sala de reuniões. O habitual encontro dos sócios after hours no bar decorre e, Francisco revela a Raúl que lhe mentira sobre o olho. |             |                 |                 |                         |              |